# Michael Praetorius
Michael Praetorius (Creuzburg, 15 de fevereiro de 1571 – Wolfenbüttel, 15 de fevereiro de 1621) foi um compositor alemão, organista e escritor sobre música. Foi um dos mais versáteis compositores de sua época, sendo particularmente importante no desenvolvimento de formas musicais baseadas nos hinos luteranos.

## Vida
Praetorius nasceu como Michael Schultze, o filho mais novo de um pastor luterano, em Creuzburg, na atual Turíngia. Após frequentar escolas em Torgau e Zerbst, ele estudou divindade e filosofia na Universidade de Frankfurt (Oder). Era fluente em várias línguas. Após concluir sua formação musical, a partir de 1587, atuou como organista na Marienkirche em Frankfurt. A partir de 1592/3, trabalhou na corte em Wolfenbüttel, sob o emprego de Henrique Júlio, Duque de Brunswick-Luneburgo. Ele integrou a Orquestra Estatal do duque, primeiro como organista e posteriormente (a partir de 1604) como Kapellmeister (Mestre de Capela)
As primeiras composições de Praetorius surgiram por volta de 1602/3. Sua publicação reflete principalmente o zelo pela música na corte de Gröningen. Os motetos desta coleção foram os primeiros na Alemanha a incorporar as novas práticas de execução italianas, estabelecendo assim sua reputação como um compositor hábil.
Essas peças "modernas" marcam o fim de seu período criativo intermediário. As nove partes de sua obra Musae Sioniae (1605–10) e as coleções de música litúrgica publicadas em 1611 (missas, hinos, magnificats) seguem o estilo alemão do coro protestante. Com essas composições, a pedido de um círculo de luteranos ortodoxos, Praetorius seguiu a Duquesa Elizabeth, que governava o ducado na ausência do duque.
Quando o duque faleceu em 1613 e foi sucedido por Frederick Ulrich, Praetorius manteve seu cargo em Wolfenbüttel. No entanto, ele também começou a trabalhar na corte de John George I, Eleitor da Saxônia, em Dresden, como Kapellmeister von Haus aus (diretor de música não residente). Lá, ele era responsável pela música festiva e teve contato com as mais recentes obras italianas, incluindo as composições policorais da Escola Veneziana.
Seu subsequente desenvolvimento da forma do concerto de coro, especialmente na variedade policoral, resultou diretamente de sua familiaridade com a música de venezianos como Giovanni Gabrieli. As composições para voz solo, coro policoral e instrumentos que Praetorius preparou para esses eventos marcam o auge de sua criatividade artística. O relato detalhado do testemunho ocular de Gottfried Staffel sobre a regência musical de Praetorius no Princes’ Convention de 1614 em Naumburg e o epigrama de Matthias Hoë von Hoënegg descrevendo a impressão que a música de Praetorius causou no Imperador Matthias e outros príncipes durante uma visita a Dresden no verão de 1617 fornecem uma ideia da fama de Praetorius na época. Em Dresden, Praetorius também trabalhou e consultou com Heinrich Schütz de 1615 a 1619.
Parece que a nomeação de Praetorius em Wolfenbüttel não foi renovada até o Domingo da Trindade de 1620. Provavelmente, ele já estava de cama doente em Wolfenbüttel naquela época. Ele faleceu em 15 de fevereiro de 1621, aos quarenta e nove anos. Seu corpo foi sepultado em uma cripta sob o órgão da Marienkirche em 23 de fevereiro.

## Nome
Seu nome de família aparece de formas variadas, tais como Schultze, Schulte, Schultheiss, Schulz and Schulteis. Praetorius é a forma latinizada do nome de família.

## Obras
Praetorius foi um prolífico compositor; suas obras mostram a influência de compositores italianos e de seu contemporâneo mais jovem, Heinrich Schütz. Seus trabalhos incluem os 17 volumes de música publicados durante seu tempo como Mestre de Capela para o Duque Heinrich Julius de Wolfenbüttel, entre 1605 e 1613. Seu Musae Sioniae em nove partes (1605–10) foi uma coleção de corais e música vernácula para o serviço luterano, destinada a 2 a 16 vozes; ele também publicou uma extensa coleção de música latina para o serviço litúrgico (Liturgodiae Sioniae). "Terpsichore," um compêndio de mais de 300 danças instrumentais, é sua obra mais amplamente conhecida e registrada hoje em dia; é sua única obra secular sobrevivente de uma coleção projetada em vários volumes (Musae Aioniae).